# 狂人日記 (ゴーゴリの小説)
『狂人日記』（きょうじんにっき、ロシア語: Записки сумасшедшего）は、ニコライ・ゴーゴリの短編小説で、1830年から翌年にかけて執筆された。1840年代のサンクトペテルブルクの官僚組織を皮肉っている。20世紀後半になって舞台化も行われている。

## 概要

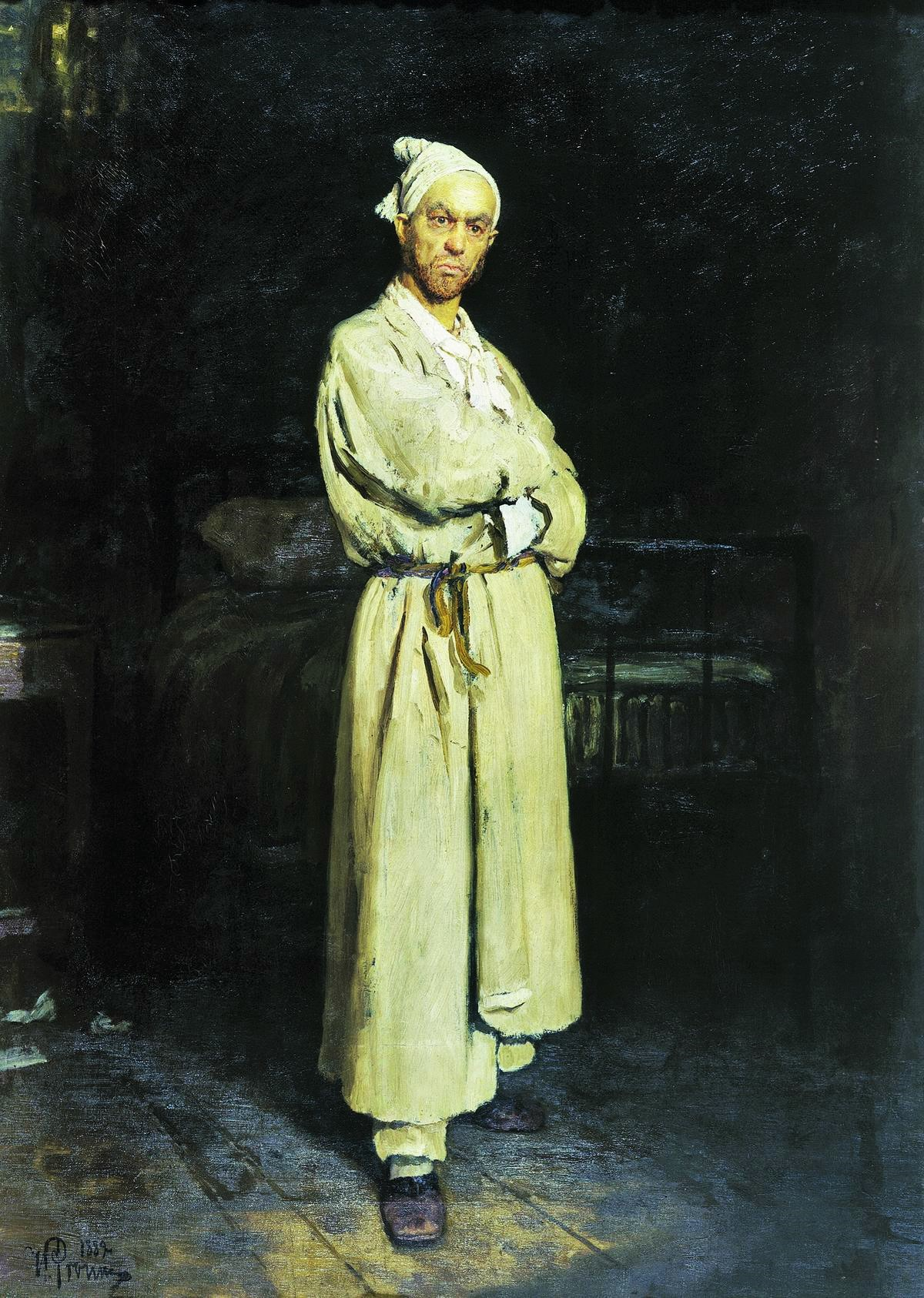
イリヤ・レーピンによる主人公ポプリシチン（1882年）

皇帝ニコライ1世に使えていた下級官僚による日記。彼はサンクトペテルブルクで救いの無い役人生活を送っていた。そうした中、街で偶然2人の高貴な女性に一目惚れして跡をつけ、上司に叱責される。徐々に精神を蝕まれていった彼は、2匹の犬が恋愛関係にあり、両者の間でラヴレターが交わされていると思い込む。後に正気を失って自分自身をスペインの王位継承者だと思い込み、マドリードに行く。

## 日本語訳
- 横田瑞穂訳『狂人日記』岩波文庫、改版1983年。ISBN 978-4003260517